# Ядерно-фізичний аналіз
Ядерно-фізичний аналіз (англ. nuclear-physical analysis; нім. kernphysikalische Analyse f — комплекс методів, які базуються на використанні ядерних випромінювань для кількісного визначення широкого кола елементів у гірських породах, рудах і продуктах їх переробки тощо.

## Загальна характеристика
За фіз. сутністю Ядерно-фізичний аналіз розділяють на 4 групи.
- До 1-ї належать методи, які базуються на вимірюванні власного ядерного випромінювання атомів елементів (всі різновиди радіометричного аналізу).
- 2-а група — методи, які базуються на вимірюванні штучної (наведеної) активності елементів (див. активаційний аналіз).
- 3-я група — методи, які базуються на реєстрації випромінювань, зумовлених взаємодією зовнішнього випромінювання з ядрами елементів (див. фотонно-нейтронний аналіз); нейтронно-радіаційний аналіз; метод, який використовує ефект Месбауера (див. Мессбауерівська спектроскопія).
- 4-а група — методи, основані на вимірюванні випромінювань, зумовлених взаємодією зовнішнього ядерного випромінювання (від радіонуклідних джерел) з атомами елементів (рентгенорадіометричний метод, методи аналізу, які використовують поглинання або розсіяння -квантів середовищем, що аналізується).